# Hyperaeschra manitou
Hyperaeschra manitou är en fjärilsart som beskrevs av Berthold Neumoegen och Dyar 1893. Hyperaeschra manitou ingår i släktet Hyperaeschra och familjen tandspinnare. Inga underarter finns listade i Catalogue of Life.